# Zohar

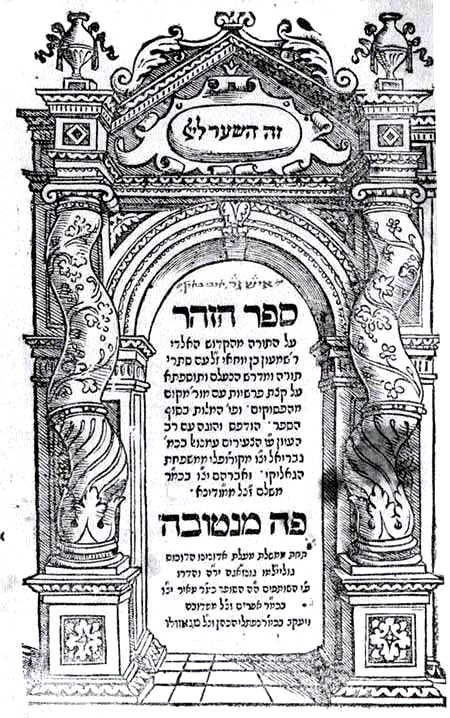
Uma das primeira edições impressas do Zohar.

O Zohar (זֹהַר, "esplendor" ou "radiante") é o trabalho fundamental da literatura cabalista e do misticismo judaico. No meio acadêmico, é tratado como um pseudepigráfico, que passa por uma revelação de Deus, que teria sido dada ao rabbi Shimeon Bar Yohai e aos seus discípulos escolhidos. Embora a Cabala ainda o considere um documento antigo escrito por Rashbi, os estudiosos modernos estão convencidos de que a maior parte da obra é de autoria do escritor cabalista medieval Moisés de Leão. Trata-se de uma coleção de comentários místicos sobre a Torá (os cinco livros de Moisés), escritos parcialmente em aramaico e hebraico medieval. O Zohar contém uma teosofia cabalista, que trata da natureza de Deus, da cosmogonia, da cosmologia, da alma, do pecado, da redenção, do bem e do mal, do "eu verdadeiro", da luz de Deus, e da relação entre a energia universal e o homem. A sua exegese escriturística é considerada uma forma esotérica de literatura rabínica, conhecida como Midrash, elaborada a partir da Torá. O Zohar é escrito principalmente no que hoje é descrito como sendo um estilo cripto, obscuro, de aramaico. O aramaico, a língua do dia-a-dia de Israel no período do Segundo Templo (539 AEC–70 EC), foi a língua original de grandes seções dos livros bíblicos de Daniel e de Esdras: é a principal língua do Talmude.

## Etimologia
No Tanak, a palavra "Zohar" aparece na visão de Ezequiel, geralmente traduzida como radiância ou luz. Aparece novamente em Daniel: "Aqueles que são sábios brilharão como o brilho dos céus". 

## Origem

### Origem Literária
O Zohar apareceu pela primeira vez em Espanha, no século XIII. Foi publicado por um escritor judeu chamado Moses de Léon (Moshe ben Shem-Tov). Leão teria atribuído o trabalho ao rabbi Simeão, filho de Yohai (Rashbi).

#### Segundo a visão religiosa tradicional
Os adeptos da Cabalá alegam que é a parte não revelada da Torá Oral, o rabbi do século II, que segundo a tradição judaica, durante a época da perseguição romana, ter-se-ia escondido numa caverna por 13 anos, estudando a Torá. Durante esse tempo, o rabbi fora inspirado pelo profeta Elias a escrever o Zohar. Enquanto a maioria das opiniões no judaísmo religioso tradicional tem os ensinamentos da Cabalá como sendo revelados por Deus, para os personagens bíblicos Abraão e Moisés, e foram então transmitidas oralmente a partir da era bíblica, até sua redação por Shimeon bar Yohai.

#### Segundo os acadêmicos modernos
A análise moderna acadêmica do Zohar, como a do historiador religioso do século XX Gershom Scholem, teorizou que Leão era o autor real. A opinião de alguns judeus ortodoxos e grupos ortodoxos, bem como denominações judaicas não-ortodoxas, geralmente se conformam com esta última visão. Como tal, a maioria desses grupos vê o Zohar como pseudepigráfica e apócrifa, enquanto às vezes aceita que o seu conteúdo pode ter significado para o judaísmo moderno. Livros de orações judaicos editados por judeus não-ortodoxos podem, portanto, conter trechos do Zohar e outras obras cabalísticas, mesmo que os editores não acreditem literalmente que sejam tradições orais da época de Moisés.
Há pessoas de religiões além do Judaísmo, ou mesmo sem afiliação religiosa, que mergulham no Zohar por curiosidade, ou como uma ferramenta para buscar respostas significativas e práticas sobre o significado de suas vidas, o propósito da criação e existência e seus relacionamentos. Com as leis da natureza, e assim por diante; entretanto, do ponto de vista do judaísmo rabínico tradicional, e pelas próprias declarações do Zohar, o propósito do Zohar é ajudar o povo judeu através e fora do Exílio e infundir a Torá e mitzvot (Mandamentos judaicos) com a sabedoria da Cabalá de Moisés Leão para seus leitores judeus.

## Autoria

### Panorama inicial
Um trabalho pseudepigráfico que finge ser uma revelação de Deus comunicada através de rabbi Simeão filho de Yoḥai aos discípulos seletos deste último. O fato de que foi lançado por um patrocinador não tão confiável como Moisés Leão, tomado em conjunto com a circunstância de que ele se refere a eventos históricos do período pós-Talmudista, fez com que a autenticidade do trabalho fosse questionada desde o início.

Uma história pertinente ao demérito da obra diz que: 
Após a morte de Moisés Leão, um homem rico de Ávila chamado José ofereceu à viúva de Moisés (que havia sido deixada sem meios para se sustentar) uma grande quantia de dinheiro para o original do qual o seu marido tinha feito o cópia de. Ela confessou que o próprio marido era o autor do trabalho. Ela lhe perguntará várias vezes, por que ele escolherá creditar seus próprios ensinamentos a outro, e ele sempre responderá que as doutrinas colocadas na boca de Shimeon bar Yohai, seriam uma rica fonte de lucro. Por incrível que pareça esta história - pois é inconcebível que uma mulher deva presumir que seu falecido esposo tenha cometido falsificação por causa de lucro - pelo menos prova que, pouco depois de sua aparição, o trabalho foi considerado por alguns como tendo sido escrito inteiramente por Moisés Leão. Esta parece ter sido a opinião do escritor cabalista Joseph ibn Waḳar e ele advertiu o público contra o trabalho, que ele afirmou estar cheio de erros.
No entanto, tal história é tão sombria ou mais do que a própria história do livro; tais alegações não mencionam a alegada confissão da mulher de Moisés Leão a favor dos testemunhos dos discípulos do mesmo, a saber Jacó e José ben Todros, os quais alegam sob juramento que o trabalho não fora escrito por Leão. O testemunho de Isaque, publicado na primeira edição do Sefer Yuchasin (1566), foi censurado a partir da segunda edição (1580) e permaneceu ausente de todas as edições posteriores até sua restauração quase 300 anos depois, na edição de 1857.
O rabbi Aryeh Kaplan observa que Isaque evidentemente não acreditava nela. Isaque cita que o Zohar foi escrito pelo rabino Shimon bar Yohai em um manuscrito em posse do rabbi Kaplan. Isso o leva a supor que a esposa de Moisés Leão vendeu o manuscrito original, pois o pergaminho era muito valioso, e ficou envergonhado com a realização de seu alto valor antigo, levando-a a afirmar que foi escrito por seu marido. O rabino Kaplan conclui dizendo que esta era a série provável de eventos.
O Zohar se espalhou entre os judeus com notável rapidez. Mal se passaram 50 anos desde a sua aparição na Espanha antes de ser citado por muitos cabalistas, incluindo o escritor místico italiano Menahem Recanati e por Todros Abulafia. Certas comunidades judaicas, no entanto, como os Daim Daim, andaluzes (judeus sefarditas ocidentais ou espanhóis e portugueses) e algumas comunidades italianas, nunca a aceitaram como autêntica.

#### Na Idade Média
Por volta do século XV, a sua autoridade na comunidade judaica espanhola era tal que Joseph ibn Shem-Tov extraiu dele argumentos em seus ataques contra Maimônides. Até representantes do pensamento judaico não místico começaram a afirmar a sua sacralidade e a invocar a sua autoridade no decisão de algumas questões ritualísticas. Na opinião de Jacobs e Broyde, eles foram atraídos pela sua glorificação do homem, pela sua doutrina da imortalidade e pelos seus princípios éticos, que eles consideravam mais compatíveis com o espírito do judaísmo talmúdico, do que aqueles ensinados pelos filósofos, e que se mantinha em contraste com a visão de Maimônides e seus seguidores, que consideravam o homem como um fragmento do universo, cuja imortalidade depende do grau de desenvolvimento de seu intelecto ativo. O Zohar, em vez disso, declarou que o homem era o senhor da criação, cuja imortalidade depende exclusivamente de sua moralidade.
Por outro lado, Elijah Delmedigo, em seu Bechinat ha-Dat, tentou mostrar que o Zohar não podia ser atribuído a Simeão filho de Yohai, para isso se valeu de vários argumentos; Ele afirma que se fosse o seu trabalho, o Zohar teria sido mencionado pelo Talmude como foi o caso de outras obras do período talmúdico. Ele afirma que se Yohai tivesse conhecido por revelação divina o significado oculto dos preceitos, as suas decisões sobre a lei judaica do período talmúdico teriam sido adotadas pelo Talmude, que não conteria os nomes dos rabinos que viveram em um período posterior ao do bar Yohai. Ele afirma que, se a Cabalá fosse uma doutrina revelada, não haveria divergência de opinião entre os cabalistas com relação à interpretação mística dos preceitos.
Os crentes na autenticidade do Zohar argumentaram que a falta de referências ao trabalho na literatura judaica era porque bar Yohai não cometeu seus ensinamentos para escrever, mas os transmitiu oralmente aos seus discípulos ao longo de gerações até que finalmente as doutrinas foram incorporadas no Zohar. Não acharam surpresa que o bar Yohai tivesse previsto acontecimentos futuros ou fizesse referências a eventos históricos do período pós-talmúdico.
A autenticidade do Zohar foi aceite por luminares judeus do século XVI, tais como rabbi Yosef Karo, rabbi Moisés Isserles, e rabbi Solomon Luria que escreveu que a lei judaica (Halacá) segue o Zohar, exceto onde o Zohar é contradito pelo Talmude Babilônico.

### Período de iluminação
Os debates continuaram ao longo das gerações. Os argumentos de Delmedigo foram repetidos por Leon de Modena em seu Ari Nohem, e um trabalho dedicado à crítica do Zohar, Mitpachas Sefarim, foi escrito por Jacob Emden, que, em guerra contra o restante adeptos do movimento Sabbatai Zevi (em que Zevi, um falso messias e apóstata judeu, citou as profecias messiânicas do Zohar como prova de sua legitimidade), esforçou-se para mostrar que o livro no qual Zevi baseava suas doutrinas era uma falsificação.
Emden argumentou que o Zohar cita erroneamente passagens da Escritura; interpreta mal o Talmude; contém algumas observâncias ritualísticas que foram ordenadas por autoridades rabínicas posteriores; menciona as cruzadas contra os muçulmanos (que não existiam no século II); usa a expressão "esnoga", um termo em português para "sinagoga" e dá uma explicação mística dos pontos vogais hebraicos, que não foram introduzidos senão muito depois do período talmúdico.
Na comunidade Ashkenazi da Europa Oriental, as autoridades religiosas, incluindo Vilna Gaon e Rabi Shneur Zalman de Liadi (O Baal HaTanya) acreditavam na autenticidade do Zohar.
A influência do Zohar e da Cabalá no Iêmen, onde foi introduzida no século XVII, contribuiu para a formação do movimento Dor Deah, liderado pelo rabino Yiḥyeh Qafeḥ na parte posterior do século XIX, cujos adeptos acreditavam que o núcleo das crenças do judaísmo estavam diminuindo rapidamente em favor do misticismo da Cabalá. Entre seus objetos estava a oposição da influência do Zohar e subsequentes desenvolvimentos na Cabalá moderna, que eram então difundidos na vida judaica iemenita, restauração do que eles acreditavam ser uma abordagem racionalista do judaísmo enraizada em fontes autênticas e salvaguarda dos mais antigos (Baladi) tradição da observância judaica iemenita que precedeu a Cabalá. Especialmente controversas foram as opiniões dos Daim sobre o Zohar, como apresentado em Milhamoth Hashem (Guerras do Senhor), escrito pelo Rabino Qafeḥ. Um grupo de rabinos de Jerusalém publicou um ataque ao rabino Qafeḥ sob o título de Emunat Hashem (Fé do Senhor), tomando medidas para afastar os membros do movimento; não obstante, nem mesmo os rabinos iemenitas que se opunham ao dardaim escutaram este ostracismo. , sentaram-se juntos no bate-papo midrash e continuaram a sentar-se com o rabino Qafeḥ em beth din.

### Vista religiosa contemporânea
A maioria do judaísmo ortodoxo sustenta que os ensinamentos da Cabalá foram transmitidos de professor para professor, em uma longa e contínua corrente, desde a entrega da Torá até sua redação por Simeão filho de Yohai. Alguns aceitam completamente as alegações de que os ensinamentos da Cabalá são, em essência, uma revelação de Deus ao patriarca bíblico Abraão, a Moisés e a outras figuras antigas, mas nunca foram impressos e disponibilizados publicamente até ao tempo da publicação medieval do Zohar.
A maior aceitação desta seqüência de eventos é realizada dentro do judaísmo Haredi, especialmente os grupos chassídicos de rabbi Yechiel Michel Epstein e R'Yisrael Meir Kagan ambos acreditavam na autenticidade do Zohar. Os rabinos Eliyahu Dessler e Gedaliah Nadel sustentaram que é aceitável acreditar que o Zohar não foi escrito pelo rabino Simeão filho de Yohai e que teve uma autoria tardia.
No judaísmo ortodoxo, a visão tradicional de que Simeão filho de Yohai era o autor é predominante. Rabbi Menachem Mendel Kasher em um artigo de 1958 sobre periódico Sinai, argumenta contra as alegações de Gershom Scholem de que o Zohar foi escrito no século XII por rabbi Moisés Leão. Ele escreve:
1. Muitas declarações nas obras dos Rishonim (comentaristas medievais que precederam Leão) referem-se as Midrashim de que não estamos cientes. Ele escreve que estas são de fato referências ao Zohar. Isso também foi apontado por rabbi Dovid Luria (o Radal) em sua obra "Kadmus Sefer Ha'Zohar".
2. O principal oponente do Zohar, Elijah Delmedigo, refere-se ao Zohar como tendo existido por "apenas" 300 anos. Até ele concorda que era existente na época de rabbi Moses de León.
3. Ele cita um documento do R'Yitchok M 'Acco que foi enviado pelo Ramban para investigar o Zohar. O documento traz testemunhas que atestam a existência do manuscrito.
4. É impossível aceitar que o rabbi Moshe de León tenha conseguido forjar uma obra no âmbito do Zohar (1700 páginas) dentro de um período de seis anos, como Scholem afirma.
5. Uma comparação entre os outros trabalhos de Zohar e de León mostram grandes diferenças estilísticas. Embora ele tenha feito uso de seu manuscrito do Zohar, muitas ideias apresentadas em suas obras contradizem ou ignoram ideias mencionadas no Zohar. Luria também aponta isso.
6. Muitas das obras Midráshicas alcançaram sua redação no final do período Gueônico. Algumas das terminologias anacrônicas do Zohar podem datar daquela época.
7. Das milhares de palavras usadas no Zohar, Scholem encontra dois termos anacrônicos e nove casos de uso não gramatical das palavras. Isso prova que a maioria do Zohar foi escrita dentro do prazo aceito e apenas uma pequena quantidade foi adicionada posteriormente (no período Gueônico, como mencionado).
8. Alguns termos difíceis de entender podem ser atribuídos a siglas ou códigos. Ele encontra corolários para tal prática em outros manuscritos antigos.
9. Os "empréstimos" dos comentários medievais podem ser explicados de maneira simples. Não é inédito que uma nota escrita ao lado de um texto deva em cópia posterior ser adicionada à parte principal do texto. O Talmude em si tem acréscimos gueônicos a partir de tal causa. Certamente, isso se aplicaria ao Zohar para o qual não existiam outros manuscritos para compará-lo.
10. Ele cita um manuscrito antigo que refere um livro Sod Gadol que parece ser de fato o Zohar.

Em relação à falta de conhecimento do Zohar sobre a terra de Israel, Scholem baseia isso nas muitas referências a uma cidade Kaputkia (Capadócia), que ele afirma que estava situada na Turquia, não em Israel. Uma cidade com este nome localizada em Israel aparece, no entanto, em Targum Onkelos, Targum Yonatã, Mishná, Talmude Babilônico e vários Midrashim.
Outra teoria sobre a autoria do Zohar é que ele foi transmitido como o Talmude antes de ser transcrito: como uma tradição oral reaplicada a mudanças nas condições, eventualmente, registrada. Esta visão acredita que o Zohar não foi escrito por Simeão filho de Yohai, mas é um trabalho sagrado porque consistia em seus princípios.
No geral, judeus em denominações judaicas ortodoxa e não-ortodoxas aceitam as conclusões de estudos acadêmicos históricos sobre o Zohar e outros textos cabalísticos. Como tal, a maioria dos judeus não-ortodoxos há muito tempo vê o Zohar como sendo pseudepigráfico e apócrifo. Não obstante, muitos aceitaram que alguns de seus conteúdos tenham significado para o judaísmo moderno. Siddurim editados por judeus não-ortodoxos frequentemente possuem trechos do Zohar e outras obras cabalísticas, por exemplo, Siddur Sim Shalom editado por Jules Harlow, mesmo que os editores não sejam cabalistas.

### Visualizações críticas modernas
A primeira prova acadêmica sistemática e crítica para a autoria de Moisés Leão foi dada por Adolf Jellinek em sua monografia de 1851 "Moses ben Shem-tob de León e Verhältnis zum Sohar" e posteriormente adotada pelo historiador Heinrich Graetz em sua "History of the Jews," vol. 7. O estudioso de cabalá Gershom Scholem (quando jovem) começou a sua carreira na Universidade Hebraica em Jerusalém com uma famosa palestra na qual ele prometeu refutar Graetz e Jellinek, mas depois de anos de pesquisa exaustiva, Gershom Scholem argumentou em 1941 que o próprio Leão era o mais provável autor do Zohar. Entre outras coisas, Scholem notou os frequentes erros do Zohar na gramática aramaica, os seus traços suspeitos de palavras e padrões de frases em espanhol e sua falta de conhecimento da terra de Israel.
Outros estudiosos judeus também sugeriram a possibilidade de que o Zohar tenha sido escrito por um grupo de pessoas, incluindo Leão. Esta teoria geralmente apresenta Leão como tendo sido o líder de uma escola mística, cujo esforço coletivo resultou no Zohar.
Mesmo que Leão tenha escrito o texto, todo o conteúdo do livro pode não ser fraudulento. Partes dela podem ser baseadas em trabalhos mais antigos. Era uma prática comum atribuir a autoria de um documento a um rabino antigo, a fim de dar mais peso ao documento. É possível que Moisés Leão considere canalizando as palavras do rabino Simeão.
No artigo da Enciclopédia Judaica, escrito pelo professor Gershom Scholem da Universidade Hebraica de Jerusalém, há uma discussão extensa das fontes citadas no Zohar. Scholem vê o autor do Zohar como tendo baseado o Zohar em uma ampla variedade de fontes judaicas preexistentes, enquanto ao mesmo tempo inventando uma série de obras fictícias, que o Zohar supostamente cita: por exemplo, a Sifra de Adam, a Sifra de Hanokh, a Sifra di Shelomo Malka, a Sifra de Rabbi Hamnuna Sava, a Sifra de Rabbi Yeiva Sava, a Sifra de Aggadeta, a Raza de Razin e muitas outras.
As opiniões de Scholem são amplamente aceites como acuradas entre os historiadores da Cabalá, mas, como todas as investigações históricas textuais, não são aceites sem crítica. A maioria das seguintes conclusões ainda é aceita como acurada, embora a análise acadêmica dos textos originais tenha progredido dramaticamente desde a pesquisa inovadora de Scholem. Estudiosos que continuam a pesquisar os antecedentes do Zohar incluem Yehuda Liebes (que escreveu seu doutorado para Scholem sobre o tema do Dicionário do Vocabulário do Zohar em 1976), e Daniel C. Matt, também aluno de Scholem, que está atualmente reconstruindo uma edição crítica do Zohar baseado em manuscritos originais inéditos.

Enquanto muitas ideias originais no Zohar são apresentadas como sendo de obras místicas judaicas (fictícias), muitos ensinamentos místicos antigos e claramente rabínicos são apresentados sem que suas fontes reais e identificáveis sejam nomeadas. Os estudos acadêmicos do Zohar mostram que muitas de suas ideias são baseadas no Talmude, em vários trabalhos do midrash e em trabalhos místicos judaicos anteriores. Scholem escreve:
O escritor possuía conhecimento especializado do material inicial e frequentemente o usava como base para suas exposições, colocando nele variações próprias. As suas principais fontes eram o Talmude Babilônico, o Midrash Rabbá completo, o Midrash Tanhuma e os dois Pesiktot (Pesikta De-Rav Kahana ou Pesikta Rabbati), o Midrash sobre os Salmos, o Pirkei de-Rabbi Eliezer e o Targum Onkelos. De um modo geral, eles não são citados exatamente, mas traduzidos para o estilo peculiar do Zohar e resumidos [...] Menos uso é feito do Midrashim halákico, do Talmude de Jerusalém e dos outros Targums, nem dos Midrashim como o Aggadat ShirHaShirim, o Midrash em Provérbios e o Alfabeto de-Rabbi Akiva. Não está claro se o autor usou o Yalkut Shimoni ou se ele conhecia as fontes de sua aggadá separadamente. Dos menores Midrashim, ele usou o Heikhalot Rabbati, o Alfabeto de-Ben Sira, o Sefer Zerubabel, o Baraita de-Ma'aseh Bereshit [e muitos outros] [...]
O autor do Zohar baseou-se nos comentários bíblicos escritos por rabinos medievais, incluindo Rashi, Abraham ibn Ezra, David Kimhi e até mesmo autoridades como Nahmanides e Maimônides. Scholem dá uma variedade de exemplos de tais empréstimos. O Zohar baseia-se nos primeiros textos místicos, como o Sefer Yetzirá e o Bahir, e os primeiros escritos medievais dos Hasidei Ashkenaz. Outra influência no Zohar que Scholem, e eruditos como Yehudah Liebes e Ronit Meroz identificaram, foi um círculo de cabalistas espanhóis em Castela, que lidaram com a aparência de um lado maligno que emana do mundo dos sefirot. Scholem viu este dualismo do bem e do mal dentro da Divindade como uma espécie de inclinação "gnóstica" dentro da Cabalá, e como um predecessor do Sitra Ahra no Zohar. O texto principal do círculo de Castela, o Tratado da Emanação Esquerda, foi escrito por Jacob Ha-Cohen por volta de 1265.

## Conteúdo
O Zohar pode ser ser dividido em volumes, sendo assim são 3 volumes e subdivididos na forma de Parashá, divide-se em:
1. Volume 1: Prólogo (2a - 14b); Bereshit (15a - 59b); Noah (59b - 76b); Lech Lecha (76b - 96b); Vayera (97a - 120a); Chayei Sarah (120b - 133b); Toldot (133b - 146b); Vayetzei (146b - 165a); Vayishlach (165b - 178b (de 1-6); Vayeshev (178b (de 7-10) - 192b (de 1-3)); Miketz (192b (de 4-9) - 204b (1-9); Vayigash (204b (10) - 211a (1-5)); Vayechi (211a (6-9) - 250b);
2. Volume 2: Shemot (2a - 22a (1-2)); Vaera (22a (3-10) - 32a); Bô (32b - 43b); Beshalach (44a - 61a (1-6)); Haman (61a (7-11) - 67a (1-3)); Yitro (67a (4-11) - 94a (1-6)); Mishpatim (94a (7-10) - 126a (1-5)); Terumah (126a (6) - 179a); Tetzaveh 179b - 187b (1-3)); Ki Tisa 187b (4-10) - 194b (1-6)); Vayakhel 194b (7-8) - 220a (1-7)); Pekudei 220a (8-10) - 268b);
3. Volume 3: Vayikra (2a - 26a (1-5)); Tzav 26a (6-9) - 35b (1-7)); Shmini 35b (8-11) - 42a (1-7)); Tazria 42a (8-9) - 52a); Metzora 52b - 56a (1-5)); Achrei Mot (56a (6-9) - 80b (1-2)); Kedoshim (80b (3-8) - 88a (1-3)); Emor (88a (4-9) - 107b (1-7)); Behar 107b (8-10) - 112a (1-7)); Bechukotai (112a (8-11) - 115b); Bamidbar (116a -120a (1-5)); Naso (120a (6-9) - 147b (1-4)); Becha'alotcha (147b (5-9); 156a (1)); Shlach 156q (2-9) - 175b (1-3)); Korach 175b (4-8) - 179a (1-4)); Chukat 179a (5-8) - 184a (1-4); Balak 184a (5-10) - 212a (1-10)); Pinchas 212a (11-20) - 259b(1-2)); Maot 259b (3-8); Devarim 260a; Vaetchanan 260b - 271a (1-7)); Eikev 271a (8-10) - 274b (1-15)); Shoftim 274b (16) - 276a (1-4)); Ki Teitzei 276b - 283b (1-20)); Vayeilech 283b (21) - 286b (1-5)); Ha'azinu (286b (6) - 288a (1-14));
4. Idra Zuta Qadisha (288a (15-21) - 300a).

### Apêndices
O Zohar não é considerado completo sem a adição de certos apêndices, que são atribuídos ao mesmo autor ou a alguns de seus discípulos imediatos. Essas partes suplementares são impressas como parte do texto com títulos separados ou em colunas separadas. Eles são os seguintes:
"Sifra di-Ẓeni'uta" - Sifra diTzni'uta / Livro do Oculto (ספרא דצניעותא), consistindo de cinco capítulos, nos quais são discutidas principalmente as questões envolvidas na Criação, tais como a transição do infinito ao finito, que da unidade absoluta para a multifariousness, que da inteligência pura à matéria, etc.;
"Idra Rabá" - A Grande Assembleia (אדרא רבא), em que os ensinamentos da porção anterior são ampliados e desenvolvidos;
"Idra Zuṭa" - A Assembleia Menor (אדרא זוטא), dando um resumo das duas seções anteriores. Os aspectos característicos dessas porções são a ausência da doutrina do Ein Sof e o uso da denominação "Ẓaddiḳ" para a nona Sefirá, que mostra que esses escritos são de um período anterior.

#### Anexos
Aos apêndices maiores são adicionados os fragmentos seguintes:
"Raza deRazin" - lidando com a fisionomia da cabala e a conexão da alma com o corpo;
"Sefer Heikalot" - descrevendo os sete salões celestiais, o paraíso e o inferno;
"Ra'ya Mehemna", dando uma conversa entre Moisés, o profeta Elias, e Simeão filho de Yoḥai sobre a importação alegórica dos mandamentos mosaico e proibições, bem como das injunções rabínicas;
"Sitre Torá" - sobre vários tópicos cabalísticos;
"Midrash ha-Ne'elam" - O Midrash Oculto (מדרש הנעלם) explica passagens da Escritura misticamente por meio de "remazim" e guemaṭria;
"Saba deMishpatim" - contendo uma conversa entre o profeta Elias e Simeão ben Yoḥai sobre a doutrina da metempsicose;
"Yanuḳa" - sobre a importância de lavar as mãos antes das refeições e em assuntos semelhantes, escritos em nome de um filho de Hamnuna Saba, daí o título "Yanuḳa" (criança);
"Tosefta" e "Matnitin" - no qual são esboçadas as doutrinas das Sefirot, a emanação da luz primordial, etc.
Além do Zohar propriamente dito, há também um "Zohar Ḥadash", em Canticles, e "Tiḳḳunum", ambos novos e antigos, que carregam um fim semelhante ao trabalho original.
O Zohar se esforça repetidamente para imprimir na mente do leitor que as narrativas e ordenanças bíblicas contêm verdades mais altas, além do significado literal.

## Comentários
O primeiro comentário conhecido sobre o livro do Zohar, "Ketem Paz", foi escrito pelo rabino Shimon Lavi da Líbia.
Outro comentário importante e influente sobre o Zohar, 22-volume "Or Yakar", foi escrito pelo rabino Moshe Cordovero da escola cabalística Tzfat (ie Safed) no século XVI.
O Vilna Gaon escreveu um comentário sobre o Zohar.
O rabino Tzvi Hirsch de Ziditchov escreveu um comentário sobre o Zohar intitulado Ateres Tzvi.
Um comentário importante sobre o Zohar é o Sulam escrito pelo rabino Yehuda Ashlag.
Uma tradução completa do Zohar para o hebraico foi feita pelo falecido rabino Daniel Frish, de Jerusalém, sob o título Masok MiDvash.

## Biografia
- Modern sources: Zunz, G. V. 2d ed., pp. 415 et seq.;
- A. Franck, La Kabbale, Paris, 1843; 2d ed., ib. 1889;
- German transl. by Ad. Jellinek, Leipsic, 1844;
- Landauer, in Orient, Lit. vi. 178 et seq.;
- Ignatz Stern, in Ben Chananja, i-vi.;
- D. H. Joël, Midrash ha-Zohar, Die Religionsphilosophi edes Sohar, Leipsic, 1849;
- Jellinek, Moses de Leon und Sein Verhältniss zum Zohar, ib. 1851;
- Steinschneider, Jewish Literature, § xiii.;
- Jost, Geschichte des Judenthums, ii., iii., Index;
- Ginsburg, The Kabbalah, London, 1865;
- Hamburger, R. B. T. s.v. Geheimlehre, Kabbala and Mystik;
- Hermann Beer, Historische Daten in dem Zohar, in Monatsschrift, v. 158;
- Duschak, Platonische Mythe in dem Zohar, in Orient, Lit. x. 181;
- Rapoport, in Kerem Ḥemed, i. 154;
- Grätz, Gesch. vii., Index (compare also the notes by Harkavy to the Hebrew translation of Grätz in vol. v.);
- Bacher, L'Exegèse Biblique dans le Zohar, in R. E. J. xxii. 33 et seq.;
- idem, in J. Q. R. iii. 781;
- Karppe, Etude sur les Origines du Zohar, Paris, 1891;
- Isaac Myer, Qabbalah, Philadelphia, 1888;
- Flugel, Philosophy, Kabbala and Vedanta, Baltimore, 1902.
- See also the bibliography to the article Cabala.

## Traduções para o português
- Raigorodsky, Diego, trans. Zohar: Texto Integral. Até o momento, há 4 volumes disponíveis: Bereshit A, Bereshit B, Noach e Lech Lecha. São Paulo: Annablume, 2013. Trata-se da primeira tradução em português direta do aramaico composta pelo texto integral da obra.

## Traduções para o inglês
- Matt, Daniel C., trans. Zohar: Pritzker Edition (3 vols. to date). Stanford: Stanford University Press, 2004-2006. (The first three volumes of a projected 12-volume, comprehensively-annotated English translation)
- ____. Zohar: Annotated and Explained. Woodstock, Vt.: SkyLights Paths Publishing Co., 2002. (Selections)
- ____. Zohar: The Book of Enlightenment. New York: Paulist Press, 1983. (Selections)
- Scholem, Gershom, ed. Zohar: The Book of Splendor. New York: Schocken Books, 1963. (Selections)
- Sperling, Harry and Maurice Simon, eds. The Zohar (5 vols.). London: Soncino Press, 1931-34. (The only complete English translation)
- Tishby, Isaiah, ed. The Wisdom of the Zohar: An Anthology of Texts (3 vols.). Translated from the Hebrew by David Goldstein. Oxford: Oxford University Press, 1989.
- Yochai, Rav Shimon bar. The Zohar. By Rav Shimon bar Yochai, with the sulam commentary by Rav Yehuda Ashlag, edited and compiled by Rabbi Michael Berg. New York: The Kabbalah Centre International Inc., 2003. 23 v.